# Coppa Italia Dilettanti 1987-1988
La Coppa Italia Dilettanti 1987-1988 è stata la 22ª edizione di questa competizione calcistica italiana. È stata disputata con la formula dell'eliminazione diretta ed è stata vinta dal Altamura.
Dopo l'entrata in vigore della Legge n. 91 del 23 marzo 1981 che ha abolito il calcio semiprofessionistico, le squadre del Campionato Interregionale (5º livello nazionale, primo dilettantistico) partecipano a questa coppa, assieme a quelle di Promozione (1º livello regionale, 6º nazionale). Il torneo viene diviso in due "binari" per le due categorie con assegnazione delle rispettive Coppe Italia. Le due vincitrici si affrontano poi per l'assegnazione della Coppa Italia Dilettanti.
L'edizione, come detto sopra, è stata vinta dal Altamura, che superò in finale, la Stezzanese; le finaliste sconfitte delle due coppe furono Leffe (Interregionale) e R.Curi Pescara (Promozione).

## Formula
Fino alla edizione 1984-85, le squadre di Interregionale e Promozione disputavano una fase eliminatoria separata fra le due categorie, riunendosi poi per i quarti di finale.
Dal 1985 le squadre delle due categorie (Campionato Interregionale 1987-1988 e Promozione 1987-1988) disputano due coppe diverse con assegnazione delle rispettive Coppe Italia di settore. Le due vincenti si affrontano poi nella finale per la Coppa Italia Dilettanti.

## Partecipanti
Alla finale giungono le vincitrici della fase Interregionale e della fase Promozione.
| Torneo              | Squadra    | Città (provincia) | Posizione in campionato            |
| ------------------- | ---------- | ----------------- | ---------------------------------- |
| fase Interregionale | Altamura   | Altamura (BA)     | 3º nel girone H del Interregionale |
| fase Promozione     | Stezzanese | Stezzano (BG)     | 1º nel girone B della Lombardia    |

### Il cammino delle finaliste
```
Fase Interregionale

PRIMO TURNO:

Altamura
-Mesagne              1-0 1-0

SECONDO TURNO:

Altamura
-Matino               2-1

Francavilla
-
Altamura
          0-0

OTTAVI:

Altamura
-Sanciprianese        1-1 1-0

QUARTI:

Altamura
-
Astrea
               1-0 0-0

SEMIFINALI:

Altamura
-
Acri
                 1-0 0-0

FINALE

Altamura
-
Leffe
                1-0 1-2 
(
gfc
)
```

```
Fase Promozione

PRIMO TURNO:

Stezzanese-
Breno
               2-0 1-1

SECONDO TURNO:

Stezzanese-
Lumezzane
           1-0 1-1

TERZO TURNO:

Stezzanese-
Rovereto
            2-1 0-0

SEDICESIMI:

Stezzanese-
Thiene
              1-0 1-0

OTTAVI:

Stezzanese-
Luparense
           1-0 1-1

QUARTI:

Stezzanese-Tollo               0-0 0-0 
(
dtr
)

SEMIFINALI:

Stezzanese-Niscemi             4-0 1-3

FINALE

Stezzanese-
R.Curi Pescara
      2-1 4-1
```

## Finale
| Arbitro: | Collina (Bologna) |

| |            | |
| Cramarossa 119’ | Marcatori  | |
| · Alberga · Lauriola · Di Nardo · Cassano · Lojacono · Esposito · Cancellato · Cramarossa · 91’ Di Bari · 38’ Pazienza · Contursi · A disposizione: · 38’ Tangari · 91’ Cardamuro | Formazioni | · Amboni · Bracci · Viero · Zonca · M. Togni · Morotti · Cavagna 107’ · Bonomi · Madaschi · Castellani · Rubbi 97’ · A disposizione: · Ghislandi 97’ · Giuliani 107’ |
| Lepore | Allenatori | Angeleri |